# Bray (Botswana)
Bray è un villaggio del Botswana situato nel distretto di Kgalagadi, sottodistretto di Kgalagadi South. Il villaggio, secondo il censimento del 2011, conta 1.041 abitanti.